# Pieczyska (Wieruszów)
Pour les articles homonymes, voir Pieczyska.
Pieczyska est une localité polonaise de la gmina et du powiat de Wieruszów en voïvodie de Łódź.